# Moja draga dama
Moja draga dama (angleško My Fair Lady) je ameriški glasbeni komično-dramski film iz leta 1964, posnet po odrskem muzikalu My Fair Lady Alana Jayja Lernerja in Fredericka Loewea iz leta 1956, ki temelji na igri Pygmalion Georgea Bernarda Shawa iz leta 1913. Film je režiral George Cukor po scenariju Alana Jayja Lernerja, v glavnih vlogah nastopajo Audrey Hepburn, Rex Harrison, Stanley Holloway, Gladys Cooper in Wilfrid Hyde-White. Zgodba prikazuje revno cockneysko prodajalko rož Elizo Doolittle (Hepburn), ki slučajno sliši arogantnega profesorja fotenike Henryja Higginsa (Harrison) staviti, da bi jo lahko naučil pravilne angleščine, primerne za visoko družbo edvardijanskega Londona.
Film je bil premierno prikazan 21. oktobra 1964. Naletel je na dobre ocene kritikov in prinesel več kot 72 milijonov USD prihodkov ob 17-milijonskem proračunu. Na 37. podelitvi je bil nominiran za oskarja v dvanajstih kategorijah, nagrajen pa je bil za najboljši film, režijo, igralca (Harrison), fotografijo, mešanje zvoka, izvirno glasbeno podlago, scenografijo in kostumografijo. Osvojil je še tri zlate globuse, za najboljši glasbeni ali komični film, režijo in igralca v glasbenem ali komičnem filmu (Harrison), in nagrado BAFTA za najboljši film. Leta 1998 ga je Ameriški filmski inšitut uvrstil na 91. mesto lestvice stotih najboljših ameriških filmov vseh časov. Leta 2018 ga je ameriška Kongresna knjižnica izbrala za ohranitev v okviru Narodnega filmskega registra zavoljo njegove »kulturne, zgodovinske ali estetske vrednosti«.

## Vloge
- Audrey Hepburn kot Eliza Doolittle
- Rex Harrison kot profesor Henry Higgins
- Stanley Holloway kot Alfred P. Doolittle
- Wilfrid Hyde-White kot polkovnik Hugh Pickering
- Gladys Cooper kot ga. Higgins
- Jeremy Brett kot Freddy Eynsford-Hill
- Theodore Bikel kot Zoltan Karpathy
- Mona Washbourne kot ga. Pearce
- Isobel Elsom kot ga. Eynsford-Hill
- John Holland kot strežnik